# Joona Veteli
Joona Veteli (Kemi, 21 de abril de 1995) es un futbolista finlandés. Su posición es la de mediocampista y su club es el Ilves Tampere de la Veikkausliiga de Finlandia.

## Trayectoria

### FC Ilves Tampere
El 22 de diciembre de 2019 se hace oficial su llegada al FC Ilves Tampere firmando un contrato por dos años.

### KuPS Kuopio
El 9 de noviembre de 2021 se da su llegada al KuPS firmando un contrato por dos años.

## Estadísticas

### Clubes
Actualizado al último partido jugado el 16 de octubre de 2022.
| PS Kemi · Finlandia | 2.ª                 | 2011                | 2   | 0  | -  | - | - | - | 2   | 0  | 0,00 |
| PS Kemi · Finlandia | 1.ª                 | 2016                | 28  | 0  | 5  | 1 | - | - | 33  | 1  | 0,03 |
| PS Kemi · Finlandia | Total               | Total               | 30  | 0  | 5  | 1 | 0 | 0 | 35  | 1  | 0,03 |
| TP-47 · Finlandia | 3.ª                 | 2012                | 11  | 1  | -  | - | - | - | 11  | 1  | 0,09 |
| TP-47 · Finlandia | 3.ª                 | 2013                | 26  | 0  | -  | - | - | - | 26  | 0  | 0,00 |
| TP-47 · Finlandia | 3.ª                 | 2014                | 24  | 4  | -  | - | - | - | 24  | 4  | 0,17 |
| TP-47 · Finlandia | Total               | Total               | 61  | 5  | 0  | 0 | 0 | 0 | 61  | 5  | 0,08 |
| FF Jaro · Finlandia | 1.ª                 | 2015                | 27  | 0  | 4  | 2 | - | - | 31  | 2  | 0,06 |
| FF Jaro · Finlandia | Total               | Total               | 27  | 0  | 4  | 2 | 0 | 0 | 31  | 2  | 0,06 |
| JBK · Finlandia | 3.ª                 | 2015                | 1   | 0  | -  | - | - | - | 1   | 0  | 0,00 |
| JBK · Finlandia | Total               | Total               | 1   | 0  | 0  | 0 | 0 | 0 | 1   | 0  | 0,00 |
| Fredrikstad FK · Noruega | 2.ª                 | 2017                | 25  | 3  | -  | - | - | - | 25  | 3  | 0,12 |
| Fredrikstad FK · Noruega | 3.ª                 | 2018                | 22  | 8  | -  | - | - | - | 22  | 8  | 0,36 |
| Fredrikstad FK · Noruega | 3.ª                 | 2019                | 22  | 5  | -  | - | - | - | 22  | 5  | 0,23 |
| Fredrikstad FK · Noruega | Total               | Total               | 69  | 16 | 0  | 0 | 0 | 0 | 69  | 16 | 0,23 |
| FC Ilves Tampere · Finlandia | 1.ª                 | 2020                | 11  | 3  | 3  | 1 | 1 | 1 | 15  | 5  | 0,33 |
| FC Ilves Tampere · Finlandia | 1.ª                 | 2021                | 27  | 2  | 3  | 0 | - | - | 30  | 2  | 0,07 |
| FC Ilves Tampere · Finlandia | Total               | Total               | 38  | 5  | 6  | 1 | 1 | 1 | 45  | 7  | 0,16 |
| KuPS · Finlandia | 1.ª                 | 2022                | 15  | 2  | 2  | 0 | - | - | 17  | 2  | 0,12 |
| KuPS · Finlandia | Total               | Total               | 15  | 2  | 2  | 0 | 0 | 0 | 17  | 2  | 0,12 |
| Total en su carrera | Total en su carrera | Total en su carrera | 240 | 28 | 18 | 4 | 1 | 0 | 259 | 32 | 0,12 |
| (1) Incluye datos de Copa de la Liga de Finlandia y Copa de Finlandia. (2) Incluye datos de Liga de Campeones de la UEFA y Liga Europa de la UEFA. (3) No incluye goles en partidos amistosos. |                     |                     |     |    |    |   |   |   |     |    |      |

## Palmarés

### Títulos nacionales
| Título            | Club        | País      | Año  |
| ----------------- | ----------- | --------- | ---- |
| Copa de Finlandia | KuPS Kuopio | Finlandia | 2022 |